# Mnesithetis
Mnesithetis là một chi bướm đêm thuộc họ Geometridae.